# 奥野定次
奥野 定次（おくの さだつぎ、寛永4年（1627年） - 元禄6年10月9日（1693年11月6日））は、江戸時代前期の赤穂藩浅野氏の家老。通称は将監（しょうげん）。
赤穂藩士・奥野尚次の子。万治元年（1658年）に父が死去すると家督を相続。奥野家は禄1000石を食み、大石家や岡林家に次ぐ重臣家であり、定次も家老職をつとめている。大石信云（浅野家家臣450石）の娘・奈津を妻にし、子に赤穂藩取りつぶし後に大石良雄を補佐した奥野定良を儲けた。
元禄6年（1693年）10月9日に京都にて死去した。享年67。花岳寺に葬られた。法号は常心院殿義山宗居士。